# エディー・エタエタ
エディー・エタエタ（Eddy Etaeta、1970年12月16日 - ）は、フランス領ポリネシアの元サッカー選手、現サッカー指導者。タヒチ代表に選手、監督双方の立場で関わり、監督としてはOFCネイションズカップ2012で優勝、タヒチ代表を初めてFIFAコンフェデレーションズカップ2013に出場させた。

## 選手歴
タヒチ代表としてFIFAワールドカップ予選、OFCネイションズカップで出場した。1998年10月4日のOFCネイションズカップ1998、フィジー代表戦が最後の出場となった。

## 監督歴
2010年半ばにタヒチ代表監督に就任。2011年パシフィックゲームズが初めての大会となり、銅メダルを獲得した。しかし彼の成功はこれよりも寧ろ、翌年にOFCネイションズカップ2012で優勝し、タヒチ代表が初めてこの大会で優勝したことにある。これによってFIFAコンフェデレーションズカップ2013にオセアニア代表として出場した。

## 個人
既婚者で、二子がいる。
兄弟にエリック・エタエタがおり、彼もタヒチ代表のサッカー選手である。

## タイトル

### 監督
タヒチ代表
- OFCネイションズカップ: 2012